# Stanisław Ryłko
Stanisław Marian Ryłko (Andrychów, 4 luglio 1945) è un cardinale e arcivescovo cattolico polacco, dal 4 luglio 2025 arciprete emerito della basilica di Santa Maria Maggiore.

## Biografia
Nasce ad Andrychów, allora nell'arcidiocesi di Cracovia e oggi nella diocesi di Bielsko-Żywiec, il 4 luglio 1945, da Władysław e Aurelia Ryłko.

### Formazione e ministero episcopale
Nel 1963 entra nel seminario arcidiocesano di Cracovia.
Il 30 marzo 1969 è ordinato presbitero dall'allora cardinale Karol Wojtyła.
Nel 1971 consegue la licenza in teologia presso la Pontificia facoltà teologica di Cracovia; dal 1972 al 1978, studia presso la Pontificia Università Gregoriana di Roma, dove ottiene la laurea in Scienze Sociali.
Tornato in Polonia, è nominato vicerettore del seminario maggiore di Cracovia. Dal 1978 al 1987 insegna teologia pastorale e sociologia della religione alla Pontificia facoltà teologica di Cracovia; nel 1979 diventa segretario della commissione della Conferenza episcopale polacca per l'apostolato dei laici.
Nel 1987 è nominato capoufficio della sezione giovani del Pontificio consiglio per i laici: con questo ruolo organizza tre Giornate mondiali della gioventù. Viene trasferito, in seguito, alla sezione polacca della Segreteria di Stato della Santa Sede.

### Ministero episcopale e cardinalato
Il 20 dicembre 1995 papa Giovanni Paolo II lo nomina segretario del Pontificio consiglio per i laici e vescovo titolare di Novica; succede a Paul Josef Cordes, precedentemente nominato presidente del Pontificio consiglio "Cor Unum". Il 6 gennaio 1996 riceve l'ordinazione episcopale, nella basilica di San Pietro in Vaticano, per imposizione delle mani dello stesso pontefice, coconsacranti gli arcivescovi Giovanni Battista Re e Jorge María Mejía (poi entrambi cardinali).
Il 4 ottobre 2003 il papa lo nomina presidente dello stesso dicastero e lo eleva alla dignità arcivescovile; succede al cardinale James Francis Stafford, nominato penitenziere maggiore.
Nel maggio 2007 partecipa alla V conferenza episcopale latinoamericana ad Aparecida come membro designato dal papa.
Nel concistoro del 24 novembre 2007 è creato cardinale diacono del Sacro Cuore di Cristo Re da papa Benedetto XVI; il 30 maggio successivo prende possesso della diaconia.
L'11 maggio 2008, in qualità di presidente del Pontificio consiglio per i laici, firma l'approvazione definitiva dello statuto del Cammino neocatecumenale. L'8 dicembre 2010 firma l'approvazione dello statuto della Comunità Nuovi Orizzonti, fondata da Chiara Amirante nel 1993.
Il 12 e il 13 marzo 2013 ha partecipato come cardinale elettore al conclave che ha portato all'elezione di papa Francesco.
Cessa dall'incarico di presidente del Pontificio consiglio per i laici il 1º settembre 2016, quando per volontà di papa Francesco questo organismo viene abolito e confluisce nel dicastero per i laici, la famiglia e la vita.
Il 28 dicembre 2016 papa Francesco lo nomina arciprete della basilica di Santa Maria Maggiore; succede al cardinale Santos Abril y Castelló, dimessosi per raggiunti limiti di età. Il 2 febbraio 2017 inizia il nuovo incarico.
Il 19 maggio 2018 opta per l'ordine presbiterale mantenendo la titolarità del Sacro Cuore di Cristo Re elevata pro hac vice a titolo. L'11 agosto dello stesso anno il papa lo nomina membro della Pontificia commissione per lo Stato della Città del Vaticano.
Il 7 e 8 maggio 2025 ha partecipato come cardinale elettore al conclave che ha portato all'elezione di papa Leone XIV.
Il 4 luglio 2025 ha compiuto ottant'anni e, in base a quanto disposto dalla costituzione apostolica Universi Dominici Gregis di papa Giovanni Paolo II del 1996, è uscito dal novero dei cardinali elettori e da tutti gli incarichi ricoperti dalla Curia romana. Contestualmente, termina il suo mandato di arciprete della Basilica di Santa Maria Maggiore; gli succede per coadiutoria il cardinale Rolandas Makrickas.

## Genealogia episcopale
La genealogia episcopale è:
- Cardinale Scipione Rebiba
- Cardinale Giulio Antonio Santori
- Cardinale Girolamo Bernerio, O.P.
- Arcivescovo Galeazzo Sanvitale
- Cardinale Ludovico Ludovisi
- Cardinale Luigi Caetani
- Cardinale Ulderico Carpegna
- Cardinale Paluzzo Paluzzi Altieri degli Albertoni
- Papa Benedetto XIII
- Papa Benedetto XIV
- Papa Clemente XIII
- Cardinale Enrico Benedetto Stuart
- Papa Leone XII
- Cardinale Chiarissimo Falconieri Mellini
- Cardinale Camillo Di Pietro
- Cardinale Mieczysław Halka Ledóchowski
- Cardinale Jan Maurycy Paweł Puzyna de Kosielsko
- Arcivescovo Józef Bilczewski
- Arcivescovo Bolesław Twardowski
- Arcivescovo Eugeniusz Baziak
- Papa Giovanni Paolo II
- Cardinale Stanisław Ryłko